# Verdens syv nye underværker
Verdens syv nye underværker eller Verdens syv nye vidundere er syv monumenter, der er kåret som de største i hele menneskehedens historie. 
I årene 2000 til 2007 kunne man stemme om hvilke monumenter, der skulle være Verdens 7 Nye Underværker. Over 100 millioner stemmer blev afgivet via mobil eller mail og resultatet blev afsløret den 7. juli 2007, i Lissabon, Portugal af den canadisk-schweiziske Bernard Weber.

## De syv nye vidundere
| Vidunder          | Placering                 | År (Startet) |
| ----------------- | ------------------------- | ------------ |
| Taj Mahal         | Agre, Indien              | 1632         |
| Chichen Itza      | Yucatán, Mexico           | 800          |
| Cristo Redentor   | Rio de Janeiro, Brasilien | 1926         |
| Colosseum         | Rom, Italien              | 70           |
| Den Kinesiske Mur | Kina                      | 700 f.Kr.    |
| Machu Picchu      | Peru                      | 1438         |
| Petra             | Jordan                    | 309 f.Kr.    |

## Andre kandidater
Andre kandidater til at blive nogle af Verdens Nye 7 Vidundere var:
- Akropolis
- Alhambra
- Angkor Wat
- Big Ben
- Eiffeltårnet
- Frihedsgudinden
- Hagia Sophia
- Kiyomizu-dera
- Moai
- Neuschwanstein
- Operahuset i Sydney
- Røde Plads
- Stonehenge
- Timbuktu

## Verdens syv naturvidundere
Parallelt var der  fra 2008 til  2011 en afstemning om  Verdens syv naturvidundere